# The Rock
The Rock (bra: A Rocha; prt: O Rochedo) é um filme de ação de 1996 realizado por Michael Bay, produzido por Don Simpson e Jerry Bruckheimer e protagonizado por Nicholas Cage, Sean Connery e Ed Harris. O argumento é da autoria de David Weisberg e Douglas S. Cook (com a colaboração não-creditada de Jonathan Hensleigh, Aaron Sorkin e Quentin Tarantino).
O enredo gira à volta de um agente do FBI especializado em armas químicas e um ex-agente do SAS que se vêm envolvidos numa missão para recuperar a ilha de Alcatraz de um grupo de militares que capturaram reféns e que ameaçam a cidade de São Francisco com mísseis munidos de gás VX. O filme foi dedicado a Don Simpson, que morreu cinco meses antes da estreia. O filme foi recebido de forma moderada pela crítica e foi nomeado para um Óscar de Melhor Mistura de Som. Foi um sucesso de bilheteira e um dos filmes mais vistos do ano, tendo facturado $335 milhões contra um orçamento de $75 milhões.

## Sinopse
Um general (Ed Harris), herói na Guerra do Vietnã, e seus comandados se apoderam de poderosas armas químicas e se instalam na prisão de Alcatraz com 81 reféns e cobram US$ 100 milhões de resgate, caso contrário ameaçam disparar as armas sobre São Francisco. Um grupo de elite é mandado à ilha para combatê-los, entre eles um jovem especialista em armas bioquímicas (Nicolas Cage) e o único homem (Sean Connery) que conseguira escapar do presídio.

## Elenco
- Sean Connery como John Patrick Mason, ex-capitão SAS e agente do MI6 e único preso a escapar de Alcatraz
- Nicolas Cage como Dr. Stanley Goodspeed, especialista em armas químicas do FBI
- Ed Harris como Brigadeiro General Francis X. Hummel, general desiludido dos Fuzileiros Navais
- John Spencer como Jim Womack, Diretor do FBI
- David Morse como Major Tom Baxter
- William Forsythe como Ernest Paxton, agente especial do FBI
- Michael Biehn como Comandante Anderson, líder do time SEAL
- Vanessa Marcil como Carla Pestalozzi, namorada de Goodsped
- John C. McGinley como Capitão da Marinha Hendrix
- Gregory Sporleder como Capitão Frye
- Tony Todd como Capitão Darrow
- Bokeem Woodbine como Sargento Crisp
- Jim Maniaci como Soldado Scarpetti
- Danny Nucci como Tenente Shepard
- Claire Forlani como Jade Angelou, filha de Mason
- James Caviezel como Piloto
- Stuart Wilson como General Al Kramer, Presidente do Estado-Maior Conjunto
- John Laughlin como General Peterson, Chefe do Estado-Maior da Força Aérea dos Estados Unidos
- Howard Platt como Secretário de Defesa Louis Lindstrom
- David Marshall Grant como Chefe de Gabinete da Casa Branca Hayden Sinclair
- Stanley Anderson como o Presidente dos Estados Unidos
- Xander Berkeley como Dr. Lonner
- Philip Baker Hall como Chefe de Justiça
- Sam Whipple como Larry Henderson
- Raymond Cruz como Sargento Rojas, USMC Force Recon
- Todd Louiso como Marvin Isherwood

## Principais prêmios e indicações
Oscar 1997 (EUA)
- Indicado para a categoria de Melhor Som[carece de fontes?]